# Sinagoga de Scandiano
La Sinagoga de Scandiano fue un lugar de culto judío ubicado en Piazza Fiume 2, en el centro histórico de Scandiano, en la provincia de Reggio Emilia.

## Historia
La primera mención escrita de una sinagoga en Scandiano se remonta al 20 de septiembre de 1623, cuando Raffaele Modona de Sassuolo pidió poder permutar una casa, dentro de la cual estaba el templo, con derecho a trasladar esta última a la casa que tenía para el intercambio. En 1740 se construyó una nueva sinagoga para reemplazar la anterior, que para entonces había quedado demasiado pequeña. Sin embargo, a finales de los años 70 del mismo siglo, incluso el nuevo templo también había resultado demasiado pequeño para acoger a todos los fieles de la comunidad scandianesa. Por lo tanto, la comunidad judía colocó a la familia Almansi en una encrucijada: o se habrían de encargar de la construcción de una nueva sinagoga o, de lo contrario, se dirigirían a las autoridades de la ciudad. En 1778 los hermanos Almansi dieron la autorización para la ampliación del templo y encomendaron la obra al arquitecto Antonio Armani. A finales del siglo XIX, la comunidad judía de Scandiano se fue reduciendo cada vez más, sin embargo la sinagoga permaneció abierta hasta los años veinte del siglo XX. Finalmente, el edificio que albergaba a la sinagoga fue demolido en octubre de 1960. Hoy, una placa conmemora la presencia de este histórico lugar de culto scandianese.

## Descripción
La Sinagoga de Scandiano se encontraba en el tercer piso de un edificio entre la torre de la Rocca dei Boiardo y los caseríos con vistas a Piazza Fiume. El interior se caracterizaba por una sala octogonal dominada por cuatro balcones reservados para las fieles, el matroneo.